# Тромео и Джульетта
«Тромео и Джульетта» (англ. Tromeo and Juliet) — независимый американский комедийный фильм Ллойда Кауфмана 1997 года. Фильм снят студией Troma и представляет собой пародию на трагедию Уильяма Шекспира «Ромео и Джульетта».

## Сюжет
На Манхэттене живут две враждующие семьи: Капулет и Кью. В прошлом у Монти Кью была своя кинокомпания, но шантажом Кэппи Капулет заставил Монти переписать компанию на него. Жена Монти Ингрид также ушла к Кэппи. Монти стал спиваться, а у Кэппи дела наоборот пошли в гору. С тех пор прошло много времени, но семьи до сих пор враждуют и устраивают какие-нибудь пакости друг другу.
Летом Кэппи Капулет организовывает костюмированный бал в своём доме. На бал в костюме коровы приходит и Тромео, сын Монти Кью. Он хочет лишь повидать свою девушку Рози, которая должна присутствовать среди гостей. Однако Тромео случайно узнаёт, что у Рози есть другой мужчина. В то же время Тромео встречает на балу Джульетту, дочь Кэппи Капулет, которую приглашает на танец. Тромео и Джульетта мгновенно влюбляются друг в друга. Они танцуют до тех пор, пока хозяева дома не узнают Тромео и не прогоняют его с вечеринки.
Джульетта плохо спит и часто видит кошмары. Во время кошмаров она кричит во сне. Её жестокий и авторитарный отец Кэппи очень агрессивно реагирует на такие вещи. В такие моменты он закрывает Джульетту в звуконепроницаемой стеклянной коробке, чтобы она не шумела. Так произошло и в ночь после вечеринки. Этой ночью в дом к Капулетам проникает Тромео, который до утра проводит время с Джульеттой в её стеклянной тюрьме. Джульетта рассказывает, что через несколько дней она должна выйти замуж за нелюбимого ею мясного магната Лондона Арбакла. Тромео предлагает Джульетте выходить замуж за него и как можно скорее. Девушка соглашается и на следующий день падре Лоуренс венчает их.
Эта новость вызывает гнев у Кэппи Капулет. Конфликт между семьями Капулет и Кью переходит в острую фазу. Гибнут члены обеих семей. Священник даёт Джульетте адрес некоего Фу Чанга из китайского квартала и просит обратиться за помощью к нему. Фу Чанг даёт девушке зелье, которое должно сделать её отвратительной. Зелье срабатывает, и Джульетта превращается в чудовище. Видя этого монстра, её жених Лондон Арбакл выбрасывается из окна. Зелье теряет свою силу, когда Тромео целует Джульетту. Потеряв такого выгодного зятя как Лондон Арбакл, Кэппи Капулет приходит в бешенство и набрасывается на Тромео. Вдвоём влюблённым удаётся справиться с ним.
Тромео и Джульетта покидают здание. На улице они встречают Монти Кью и Ингрид, от которых узнают, что Кэппи Капулет и есть настоящий отец Тромео, то есть Тромео и Джульетта брат и сестра. Ошарашенные такой новостью влюблённые решают всё же остаться вместе, ведь им уже пришлось через многое пройти ради этого.

## В ролях
- Уилл Кинэн — Тромео Кью
- Джейн Дженсен — Джульетта Капулет
- Уильям Бекуив — Кэппи Капулет
- Валентайн Миле — Мюррей Мартини
- Эрл Маккой — Монти Кью
- Стивен Блэкхарт — Бенни Кью
- Патрик Коннор — Тайрон Капулет
- Тамара Мари Уотсон — Джорджи Капулет
- Венди Адамс — Ингрид Капулет
- Стив Гиббонс — Лондон Арбакл
- Дебби Рошон — Несс
- Тиффани Шепис — Питер
- Флип Браун — падре Лоуренс
- Джин Теринони — детектив Эрни Скалус
- Жаклин Таварец — Рози
- Гарон Петерсон — Фу Чанг
- Шон Ганн — Сэмми Капулет (впервые на экране)
- Джо Флейшейкер — мужчина из секса по телефону
- Брайан Фокс — Уильям Шекспир
- Лемми — рассказчик

## Саундтрек
Альбом с музыкой к фильму вышел 5 мая 1997 года на лейбле Oglio Records. По мнению AllMusic: «Вряд ли эта мешанина понравится кому-то, кто не был поклонником фильма, но здесь достаточно шумного рок-н-ролла, чтобы понравиться многим поклонникам альтернативного металла». Рейтинг сайта — 3 звезды из 5.
| №                   | Название                                | Исполнитель                                               | Длительность |
| ------------------- | --------------------------------------- | --------------------------------------------------------- | ------------ |
| 1.                  | «Tromeo and Juliet Theme»               | Willie Wisely                                             | 2:12         |
| 2.                  | «Sacrifice»                             | Motörhead                                                 | 3:37         |
| 3.                  | «Pope on a Rope»                        | The Meatmen                                               | 3:05         |
| 4.                  | «Sunday»                                | The Icons                                                 | 4:31         |
| 5.                  | «The Capulet Song (My Name Is Capulet)» | Stephen Blackehart & Valentine Miele                      | 0:31         |
| 6.                  | «Drink That Whiskey»                    | Wesley Willis Fiasco                                      | 4:52         |
| 7.                  | «Hyper Enough»                          | Superchunk                                                | 3:34         |
| 8.                  | «La Migra (Cruza La Frontera II)»       | Brujeria                                                  | 1:49         |
| 9.                  | «Gizzards, Scrapple and Tripe»          | New Duncan Imperials                                      | 4:12         |
| 10.                 | «Mr. Superlove»                         | Ass Ponys                                                 | 5:09         |
| 11.                 | «Math»                                  | Supernova                                                 | 2:31         |
| 12.                 | «Romeo»                                 | Sublime                                                   | 4:35         |
| 13.                 | «TV Show Theme»                         | Willie Wisely                                             | 1:35         |
| 14.                 | «Monster Island»                        | Booterella                                                | 4:00         |
| 15.                 | «Yes, We’ll Gather at the River»        | Willie Wisely, Sean Gunn, Valentine Miele, Patrick Connor | 1:08         |
| 16.                 | «Alleged»                               | Unsane                                                    | 3:27         |
| Общая длительность: | Общая длительность:                     | Общая длительность:                                       | 50:48        |

## Критика
В The New York Times фильм назвали «безумно отвратительной пародией на Шекспира» В The A.V. Club также назвали фильм «агрессивно-безвкусной пародией». При этом издание отметило, что данный фильм является самым громким релизом студии Troma в 90-х и похвалило саундтрек. В TV Guide поставили фильму 1 звезду из 5. По их словам описывать содержание фильма смешнее, чем смотреть это на экране.